# AK-103
AK-103 este o pușcă de asalt proiectată de designerul rus de arme de foc Mihail Kalashnikov în 1994. Arma face parte din seria AK-100⁠(d) de puști Kalashnikov⁠(d) și reprezintă o varianta modificată a AK-74M cu calibru 7.62×39mm⁠(d) care utilizează cartușe M43 identice cu cele ale puștii de asalt AKM. AK-103 este compatibilă cu diferite accesorii, inclusiv vedere nocturnă⁠(d), lunetă⁠(d), baionetă și lansatoare de grenade⁠(d) precum GP-25⁠(d). Pe versiunile mai noi este posibilă montarea de șine Picatinny⁠(d). Utilizează componente din plastic în loc de lemn sau metal unde este posibil: mânerul⁠(d), mânerul din față⁠(d), patul și la unele modele încărcătorul.

## Variante

### AK-103
Versiune cu foc selectiv⁠(d) pentru sectorul militar.

### AK-103-1
Versiune semiautomată pentru poliție și civili.

### AK-103-2
Această versiune are o funcție de foc cu rafale⁠(d)pe lângă regimurile cu foc automat și foc semiautomate. Este destinată poliției și civililor.

### AK-103N2
Compatibilă cu luneta nocturnă 1PN58⁠(d).

### AK-103N3
Compatibilă cu luneta nocturnă 1PN51⁠(d).

### AK-104
Versiunea carabină a puștii AK-103

### AK-103M/AK-203
Versiune modernizată a puștii AK-103.

### STL-1A
O versiune vietnameză cunoscută sub numele de STL-1A este fabricată de Factory Z111⁠(d) și este folosită de armata Vietnamului⁠(d). O altă versiune modernă sub denumirea STL-1B urmează să fie fabricată.

### KR103
O clonă semiautomată⁠(d) a puștii AK-103 este fabricată de de Kalashnikov SUA⁠(d).